# Liste der Einträge im National Register of Historic Places im Montgomery County (Illinois)

Lage des Montgomery County in Illinois

Die Liste der Einträge im National Register of Historic Places im Montgomery County in Illinois führt alle Bauwerke und historischen Stätten im Montgomery County auf, die in das National Register of Historic Places aufgenommen wurden.

## Legende
| NRHP | Historic Place    |
| HD   | Historic District |

## Aktuelle Einträge
| [ 2 ] | Name                                   | Bild                                   | Eintragsdatum        | Lage                                                                 | Ort                       | Beschreibung |
| ----- | -------------------------------------- | -------------------------------------- | -------------------- | -------------------------------------------------------------------- | ------------------------- | ------------ |
| 1     | Ariston Cafe                           | Ariston Cafe                           | 2006 ID-Nr. 06000380 | 413 Old Route 66 39° 10′ 38″ N, 89° 40′ 5″ W                         | Litchfield                |              |
| 2     | Belvidere Café, Motel, and Gas Station | Belvidere Café, Motel, and Gas Station | 2007 ID-Nr. 07000060 | 817 Old Rte 66 39° 10′ 16″ N, 89° 40′ 3″ W                           | Litchfield                |              |
| 3     | George Blackman House                  | George Blackman House                  | 1986 ID-Nr. 86003180 | 904 South Main Street 39° 9′ 11″ N, 89° 29′ 37″ W                    | Hillsboro                 |              |
| 4     | Brown Shoe Company Factory             | Brown Shoe Company Factory             | 2006 ID-Nr. 06001019 | 212 South State Street 39° 10′ 26″ N, 89° 39′ 16″ W                  | Litchfield                |              |
| 5     | Freeman-Brewer-Sawyer House            | Freeman-Brewer-Sawyer House            | 1992 ID-Nr. 92001536 | 532 South Main Street 39° 9′ 22″ N, 89° 29′ 38″ W                    | Hillsboro                 |              |
| 6     | Samuel Moody Grubbs House              | Samuel Moody Grubbs House              | 1990 ID-Nr. 90000156 | 805 East Union Street 39° 10′ 40″ N, 89° 39′ 10″ W                   | Litchfield                |              |
| 7     | Hayward-Hill House                     | Hayward-Hill House                     | 1980 ID-Nr. 80001399 | 540 South Main Street 39° 9′ 23″ N, 89° 29′ 0″ W                     | Hillsboro                 |              |
| 8     | Litchfield Elks Lodge No. 654          | Litchfield Elks Lodge No. 654          | 1995 ID-Nr. 95000195 | 424 North Monroe Street 39° 10′ 40″ N, 89° 39′ 14″ W                 | Litchfield                |              |
| 9     | Litchfield Public Library              | Litchfield Public Library              | 1999 ID-Nr. 99000165 | 400 North State Street 39° 10′ 40″ N, 89° 39′ 17″ W                  | Litchfield                |              |
| 10    | Manske-Niemann Farm                    | Manske-Niemann Farm                    | 2003 ID-Nr. 03000065 | 13 Franks Lane 39° 8′ 18″ N, 89° 41′ 3″ W                            | Litchfield                |              |
| 11    | Montgomery County Courthouse           | Montgomery County Courthouse           | 1994 ID-Nr. 94001266 | Courthouse Square 39° 9′ 41″ N, 89° 29′ 36″ W                        | Hillsboro                 |              |
| 12    | Route 66, Litchfield to Mount Olive    | Route 66, Litchfield to Mount Olive    | 2001 ID-Nr. 01001312 | Route 55 von Litchfield nach Mount Olive 39° 7′ 48″ N, 89° 41′ 34″ W | Litchfield                |              |
| 13    | Lewis H. Thomas House                  |                                        | 1983 ID-Nr. 83003586 | North Virden Road 39° 30′ 31″ N, 89° 38′ 37″ W                       | nördlich von Farmersville |              |